# Silvio Micali

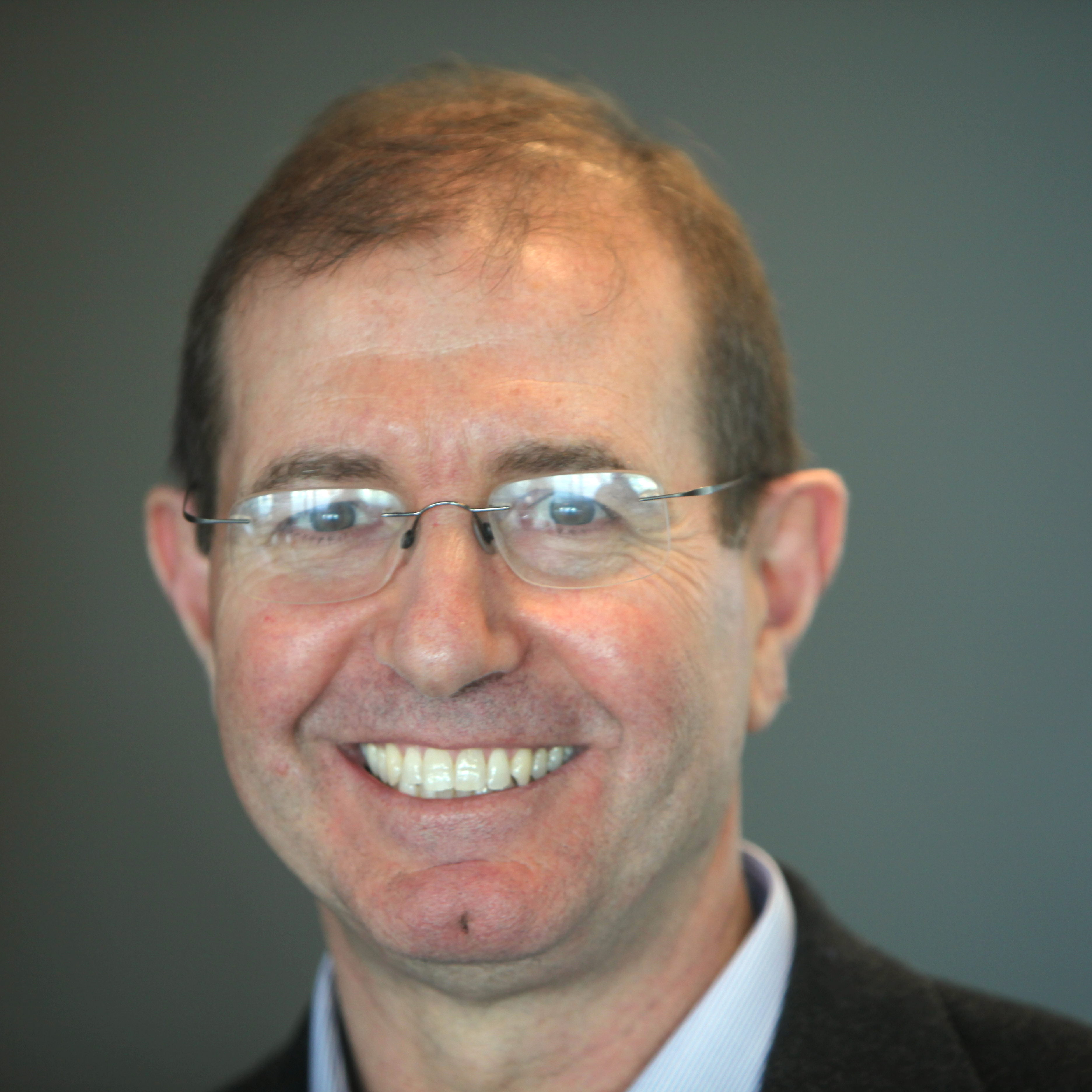
Silvio Micali

Silvio Micali (Palermo, 13 oktober 1958) is een Italiaans informaticus die werkzaam is aan het MIT, Cambridge (Massachusetts). Zijn voornaamste onderzoeksgebied is de cryptografie, en hij is een van de bedenkers van zero-knowledge-bewijzen. Samen met Shafi Goldwasser ontving hij in 2012 de Turing Award.

## Levensloop
Micali werd in 1958 in Palermo op Sicilië geboren. Hij studeerde wiskunde aan de Sapienza-Universiteit in Rome, en voltooide zijn studie in 1978 bij Corrado Böhm. Daarna promoveerde hij in 1982 bij Manuel Blum aan de Universiteit van Berkeley. Na een kort verblijf aan de Universiteit van Toronto kreeg hij een positie aan het MIT, waar hij nog steeds werkt.

## Onderzoek
Samen met Shafi Goldwasser stond Micali aan de wieg van de formele behandeling van de cryptografie. Voor dit werk kregen zij in 2012 de Turing Award. Bovendien ontwikkelden zij samen zero-knowledge-bewijzen, een theorie die het mogelijk maakt op een probabilistische en interactieve manier een ander ervan te overtuigen dat men bepaalde kennis heeft, zonder deze kennis zelf openbaar te maken.
Verder werkte hij onder andere aan asymmetrische cryptografie, pseudo-toevalsgeneratoren en speltheorie.